# Estadio Verónica Boquete de San Lázaro
Das Estadio Municipal Verónica Boquete de San Lázaro ist ein Fußballstadion mit Leichtathletikanlage in der spanischen Stadt Santiago de Compostela. Es dient unter anderem dem Fußballverein SD Compostela als Heimspielstätte. Die Anlage trägt seit November 2018 den Namen der Fußballspielerin Verónica „Vero“ Boquete, die aus Santiago de Compostela stammt.

## Geschichte
Das Stadion ist im Osten der Stadt Santiago im Viertel San Lázaro gelegen und wurde am 24. Juni 1993 mit einer Partie zwischen Deportivo La Coruña und dem argentinischen Rekordmeister River Plate aus Buenos Aires eingeweiht. Der erste Torschütze war der Brasilianer Stürmer Bebeto. Der Bau der Sportstätte ging mit dem raschen Aufstieg des Fußballklubs SD Compostela einher, der in der Saison 1994/95 erstmals an der Primera División teilnahm. In der höchsten Spielklasse sollte der Klub vier Jahre verbleiben, auf die ein tiefer Fall bis in die Regionalliga folgte. Im Sommer 2001 war das Stadion als Schauplatz der FIFA-Klub-Weltmeisterschaft vorgesehen, diese wurde jedoch zwei Monate vor Turnierbeginn vom Weltfußballverband abgesagt. Von 2006 bis 2009 bestritt auch der Lokalrivale SD Ciudad de Santiago seine Heimspiele im Multiusos de San Lázaro.
Die Sportstätte hat einen ovalen Grundriss und verfügt über eine achtspurige Kunststoffbahn, die Zuschauertribünen sind vollständig überdacht und bieten 12.000 Besuchern Platz.